# Stare Dłutowo

Nieoficjalny herb wsi Stare Dłutowo

Stare Dłutowo (dawniej Dłutowo) – wieś w Polsce położona na Mazowszu w województwie warmińsko-mazurskim, w powiecie działdowskim, w gminie Lidzbark, nad Wkrą.
Miejscowość jest siedzibą sołectwa Stare Dłutowo, a także rzymskokatolickiej parafii św. Wawrzyńca. Znajdują się tu Szkoła Podstawowa im. Henryka Sienkiewicza i jednostka ochotniczej straży  pożarnej. Sołtysem wsi jest Józef Burdalski.  

## Historia Starego Dłutowa
Badacz dziejów Mazowsza dr Józef Ostaszewski dopatruje się istnienia Dłutowa już w połowie XI wieku – około 1065 r., gdy na gruntach wsi wznosiło się wczesnośredniowieczne grodzisko wraz z prasłowiańskim cmentarzyskiem rzędowym. W XIII wieku istniał tu kościół parafialny. Położenie Dłutowa na lewym brzegu Działdówki, której nurt wyznaczał historyczną granicę Mazowsza, sprawiło, że wieś większą część swego istnienia przetrwała w granicach Polski. W czasach księstwa płockiego wchodziła w skład ziemi zawkrzeńskiej. Po wcieleniu księstwa płockiego do Korony w XIV wieku znalazła się w powiecie szreńskim województwa płockiego. W XIII–XIV wieku jeden z książąt mazowieckich Siemowit nadał ówczesnemu właścicielowi Dłutowa przywilej erekcyjny, dzięki któremu miejscowość uzyskała status miasta. W 1532 r. król Zygmunt I Stary potwierdził nabyty przywilej dla Jana, Stanisława i Macieja Dłutowskich herbu Wąż. Prawa miejskie nie zostały uwzględnione w spisie miejscowości z 1578 r., który umieścił Dłutowo pośród innych wsi. W 1411 r. na osadę napadli Krzyżacy, podpalając zabudowania i grabiąc jej mieszkańców. W 1658 r. w wyniku potopu szwedzkiego wieś ponownie spalono wraz z kościołem, który odbudowano dopiero około 1690 r. z inicjatywy Kazimierza Rudzińskiego. W 1793 r. po drugim rozbiorze Polski Dłutowo przeszło we władanie Królestwa Prus, a w 1807 r. w wyniku wojen napoleońskich zostało wcielone do Księstwa Warszawskiego. W 1815 r. kongres wiedeński włączył miejscowość do Królestwa Polskiego w Cesarstwie Rosyjskim, z którym była związana do odzyskania niepodległości przez Polskę w 1918 r..
Do 1797 r. właścicielem dłutowskiego majątku był Kajetan Skopowski, a następnie do 1813 r. Adam Zalewski (założyciel wsi Adamowo i Zalesie). W latach 1813–1839 majątkiem władały jego córki – Amalia Krempska i Harentyna Bromirska, a następnie Dłutowo wykupił w drodze licytacji Konstanty Tabęcki. Posiadłości rodzinne dziedziczyli w dalszej kolejności jego potomkowie, wśród których byli Lucjan i Maria Aniela Wrotnowscy. W 1827 r. Dłutowo liczyło 301 mieszkańców oraz 42 domy. Natomiast w 1881 r. było 614 mieszkańców i 56 domów oraz 52 zabudowania.
W latach 1894–1895 w miejscu rozebranej świątyni z końca XVII wieku wzniesiono nowy kościół parafialny według projektu Stefana Szyllera. Inicjatorem budowy był ksiądz Wiktor Mieczkowski, natomiast fundatorem właściciel dóbr dłutowskich Lucjan Wrotnowski. W październiku 1958 r. w wyniku pożaru spaleniu uległo 65 budynków. W celu zmniejszenia ryzyka pożarowego dla wsi został opracowany plan rozluźniający zabudowę, zgodnie z którym pogorzelcy oraz pozostali mieszkańcy budowali budynki na wskazanych przez niego bezpiecznych miejscach. W latach 1954–1971 na mocy reformy administracyjnej kraju wieś posiadała status gromady i była siedzibą gromadzkiej rady narodowej w Dłutowie. W wyniku reformy w latach 1975–1998 miejscowość położona była w województwie ciechanowskim. W 1994 r. nazwę wsi zmieniono na Stare Dłutowo.

## Zabytki
Do wojewódzkiego rejestru zabytków wpisane są obiekty:
- kościół parafialny św. Anny wraz z cmentarzem przykościelnym, na którym znajduje się m.in. klasycystyczna kaplica grobowa rodziny Tabęckich z ołtarzem (1852 r.)

- zespół pałacowy z końca XVIII–XIX:	
  - pałac, pawilon „apteczka”, park, ogrodzenie

## Urodzeni w Dłutowie
- Paweł Nowakowski – polski działacz społeczny i spółdzielczy, wójt Zielunia w latach 1933–1939, oficer Związku Walki Zbrojnej i Armii Krajowej, komendant Obwodu Działdowo AK, po zakończeniu II wojny światowej dowódca batalionu Ruchu Oporu AK „Znicz”, nauczyciel, major Wojska Polskiego.